# 車臣的過濾營系統
過濾營系統（俄语：Система фильтрационных лагерей），是在1994年至1996年的第一次車臣戰爭期間以及1999年至2003年的第二次車臣戰爭期間，俄羅斯聯邦軍隊使用的大規模拘留所。

## 過濾營系統
“過濾點”（Фильтрационные лагеря）一詞在第一次車臣戰爭期間出現，作為在車臣領土上“恢復憲政秩序”行動過程中為關押被聯邦軍隊拘留的人而非法建造的設施的名稱。在第二次車臣戰爭期間，從1999年開始，一些“過濾”設施在司法部和內政部獲得了的合法地位，但沒有明確的法律依據。
據俄羅斯人權組織紀念稱，“以最溫和的估計”，至少20萬人（車臣人口不到100萬）曾被拘留於過濾營 ，其中“幾乎所有人”都受到了毆打和酷刑，有些人被即決處決。據紀念稱，車臣“過濾”系統的目的，除了作為鎮壓和恐嚇民眾外，還在於通過強制招募建立一個告密者網絡，其特點是無選擇性的，即任意逮捕和大規模拘留無辜者。 
2000年10月，人權觀察發表了長達99頁的調查報告《歡迎來到地獄》，詳細描述了俄羅斯軍隊如何拘留了數千名車臣人，“其中許多人是任意拘留的，沒有任何不當行為的證據。拘留所的警衛系統地毆打車臣被拘留者，其中一些人還被強姦或遭受其他形式的酷刑。大多數人只有在他們的家人向俄羅斯官員行賄後才被釋放。”人權觀察指出，儘管歐盟發起的聯合國人權委員會決議敦促俄羅斯成立一個國家調查委員會，以確立對虐待行為的問責，但俄羅斯當局並沒有發起任何“可信和透明的努力來調查這些虐待行為並採取行動”。將肇事者繩之以法。 

## 外部連結
- "Welcome to Hell": Arbitrary Detention, Torture, and Extortion in Chechnya （页面存档备份，存于）, Human Rights Watch, 1 October 2000 (UNHCR)